# Consolação, Minas Gerais
Consolação este un oraș în unitatea federativă Minas Gerais (MG), Brazilia.